# Liste der Grade-I-Bauwerke in Worcestershire
| Lage von Worcestershire in England                                                 |
| Gliederung von Worcestershire                                                      |
| 1. Worcester 2. Malvern Hills 3. Wyre Forest 4. Bromsgrove 5. Redditch 6. Wychavon |

Diese Liste der Grade-I-Bauwerke in Worcestershire nennt die Grade-I-Listed Buildings in Worcestershire.
Von den rund 373.000 Listed Buildings in England sind rund 9000, also etwa 2,4 %, als Grade I eingestuft. Davon befinden sich etwa 109 in Worcestershire.

## Bromsgrove
1. Church of St John the Baptist, Bromsgrove, B61
2. Church of St Kenelm, Romsley, Bromsgrove, B62
3. Church of St Leonard, Beoley, Bromsgrove, B98
4. Church of St Michael, Stoke, Bromsgrove, B60
5. Hagley Hall, Hagley, Bromsgrove, DY9
6. Hewell Grange, Tutnall and Cobley, Bromsgrove, B97
7. Temple of Theseus About 1/2 Mile North of Hagley Hall, Hagley, Bromsgrove, DY9

## Malvern Hills
1. Birtsmorton Court, Birtsmorton, Malvern Hills, WR13
2. Church of St Andrew, Shelsley Walsh, Malvern Hills, WR6
3. Church of St Eadburga, Leigh, Malvern Hills, WR6
4. Church of St Giles, Little Malvern, Malvern Hills, WR14
5. Church of St Gregory, Castlemorton, Malvern Hills, WR13
6. Church of St John the Baptist, Mamble, Malvern Hills, DY14
7. Church of St Leonard, Newland, Malvern Hills, WR13
8. Church of St Martin, Holt, Malvern Hills, WR6
9. Church of St Mary, Kempsey, Malvern Hills, WR5
10. Church of St Mary, Ripple, Malvern Hills, GL20
11. Church of St Mary, Shrawley, Malvern Hills, WR6
12. Church of St Mary Magdalen, Croome D’abitot, Malvern Hills, WR8
13. Church of St Michael, Great Witley, Malvern Hills, WR6
14. Church of St Michael, Knighton on Teme, Malvern Hills, WR15
15. Church of St Peter, Astley and Dunley, Malvern Hills, DY13
16. Church of St Peter, Martley, Malvern Hills, WR6
17. Church of St Peter and St Lawrence, Powick, Malvern Hills, WR2
18. Church of St Peter and St Paul, Eastham, Malvern Hills, WR15
19. Croome Court, Croome D’abitot, Malvern Hills, WR8
20. Cruck Barn, Leigh Court, Leigh, Malvern Hills, WR6
21. Eastington Hall and Barn to North West, Longdon, Malvern Hills, WR8
22. Holt Castle, Holt, Malvern Hills, WR6
23. Island Temple, Croome Park, Croome D’abitot, Malvern Hills, WR8
24. Madresfield Court, Including Bridge, Retaining Wall and North Service Court, Madresfield, Malvern Hills, WR13
25. Parish Church, Pendock, Malvern Hills, GL19
26. Perseus and Andromeda Fountain Approximately 100 Metres South of Portico to Witley Court, Great Witley, Malvern Hills, WR6
27. Pershore (Or London) Lodge and Gates, Croome D’abitot, Malvern Hills, WR8
28. Priory Church of St Mary and St Michael, Malvern, Malvern Hills, WR14
29. Temple Greenhousecroome Park, Croome D’abitot, Malvern Hills, WR8
30. The Old Hall, Martley, Malvern Hills, WR6
31. The Panorama, Croome D’abitot, Malvern Hills, WR8
32. The Rotunda, the Shrubbery Croome Park, Croome D’abitot, Malvern Hills, WR8
33. The White House, Suckley, Malvern Hills, WR6
34. Witley Court and Link to Church of St Michael, Great Witley, Malvern Hills, WR6

## Redditch
1. Norgrove Court, Feckenham, Redditch, B97

## Worcester
1. Berkeley’s Hospital: Almshouses with Gatelodges, Piers and Gates, Worcester, WR1
2. Berkeley’s Hospital: Chapel, Worcester, WR1
3. Cathedral Church of Christ and St Mary, Worcester, WR1
4. Cathedral of St Mary: Cloister Range, Chapter House and Undercroft with Refectory, Worcester, WR1
5. Church of St Nicholas, Warndon, Worcester, WR4
6. Church of St Swithun and Attached Railings, Worcester, WR1
7. Edgar Tower, Worcester, WR1
8. Guildhall, Worcester, WR1
9. King’s School Hall, Worcester, WR1
10. Powick Old Bridge, Worcester, WR2
11. Powick Old Bridge (That Part Within the City of Worcester), Worcester, WR2
12. The Commandery, Worcester, WR1
13. The Greyfriars, Worcester, WR1
14. The Old Palace, Worcester, WR1
15. Wrought Iron Gates and Railings to Forecourt at Guildhall, Worcester, WR1

## Wychavon
1. Abbey Church of Holy Cross with Saint Edburgha, Pershore, Wychavon, WR10
2. Abbot Reginald’s Gateway, Evesham, Wychavon, WR11
3. Church of All Saints, Evesham, Wychavon, WR11
4. Church of St Andrew, Droitwich Spa, Wychavon, WR9
5. Church of St Eadburgha, Broadway, Wychavon, WR12
6. Church of St Ecgwin, Honeybourne, Wychavon, WR11
7. Church of St Faith, Overbury, Wychavon, GL20
8. Church of St Giles, Bredon, Wychavon, GL20
9. Church of St James, Harvington, Wychavon, WR11
10. Church of St James, Huddington, Wychavon, WR9
11. Church of St John the Baptist, Beckford, Wychavon, GL20
12. Church of St John the Baptist, Fladbury, Wychavon, WR10
13. Church of St John the Baptist, Strensham, Wychavon, WR8
14. Church of St John the Baptist, Wickhamford, Wychavon, WR11
15. Church of St Leonard, Bretforton, Wychavon, WR11
16. Church of St Mary, Aston Somerville, Wychavon, WR12
17. Church of St Mary, Elmley Castle, Wychavon, WR10
18. Church of St Mary, Hampton Lovett, Wychavon, WR9
19. Church of St Mary Magdalene, Himbleton, Wychavon, WR9
20. Church of St Mary the Virgin, Hanbury, Wychavon, B60
21. Church of St Michael, Cropthorne, Wychavon, WR10
22. Church of St Michael and All Angels, Martin Hussingtree, Wychavon, WR3
23. Church of St Nicholas, Dormston, Wychavon, WR7
24. Church of St Peter, Abbots Morton, Wychavon, WR7
25. Church of St Peter, Droitwich Spa, Wychavon, WR9
26. Church of St Peter, Inkberrow, Wychavon, WR7
27. Church of St Peter, Pebworth, Wychavon, CV37
28. Church of St Peter, Pirton, Wychavon, WR8
29. Church of St Peter, Rous Lench, Wychavon, WR11
30. Falcon Tower About 35 Yards North West of Westwood House, Westwood, Wychavon, WR9
31. Gate and Railings of Number 53, Evesham, Wychavon, WR11
32. Hanbury Hall, Hanbury, Wychavon, WR9
33. Hartlebury Castle, Hartlebury, Wychavon, DY11
34. Heron’s Tower About 35 Yards South-East of Westwood House, Westwood, Wychavon, WR9
35. Huddington Court, Huddington, Wychavon, WR9
36. Mere Hall, Hanbury, Wychavon, WR9
37. Nos 1 and 2 the Gatehouse About 50 Yards East of Westwood House, Westwood, Wychavon, WR9
38. Numbers 53 and 54 Incorporating Remains of Abbey Gate (Abbey Gate House), Evesham, Wychavon, WR11
39. Ombersley Court, Ombersley, Wychavon, WR9
40. Perrott House, Pershore, Wychavon, WR10
41. Round House (National Westminster Bank), Evesham, Wychavon, WR11
42. The Almonry, Evesham, Wychavon, WR11
43. The Bell Tower, Evesham, Wychavon, WR11
44. The Tithe Barn, North and Middle Littleton, Wychavon, WR11
45. Tithe Barn, Bredon, Wychavon, GL20
46. Westwood House, Westwood, Wychavon, WR9

## Wyre Forest
1. Church of Saint Peter and Saint Paul, Rock, Wyre Forest, DY14
2. Church of St Cassian, Chaddesley Corbett, Wyre Forest, DY10
3. Church of St Leonard, Ribbesford, Wyre Forest, DY12
4. Harvington Hall and Attached East Bridge, Chaddesley Corbett, Wyre Forest, DY10
5. Severn Bridge Including Flanking Arches and Balustrade, Bewdley, Wyre Forest, DY12
6. The Parish Church of St Mary and All Saints, Kidderminster, Wyre Forest, DY10